# George Herbert (8e comte de Carnarvon)
Pour les articles homonymes, voir George Herbert et Herbert.
George Reginald Oliver Molyneux Herbert, 8e comte de Carnarvon (né le 10 novembre 1956), titré Lord Porchester de 1987 à 2001, est un pair britannique et un agriculteur.
Son siège de famille, le château de Highclere, est le principal lieu de tournage de la série télévisée Downton Abbey. Carnarvon et sa famille vivent dans une partie de la maison, tandis que le reste est utilisé comme lieu de location et est également ouvert au public une grande partie de l'été et à certaines dates pendant les autres mois .

## Jeunesse
Herbert est né à Lambeth, Londres, le fils de Henry Herbert (7e comte de Carnarvon) et d'une mère américaine, Jeanie Margaret Wallop (1935–2019). Sa mère est née à Big Horn, Wyoming, la petite-fille d'Oliver Wallop (8e comte de Portsmouth), qui ne s'attendait pas à hériter du titre et s'est installé dans l'ouest américain pour devenir éleveur. Son oncle maternel Malcolm Wallop, un éleveur du Wyoming, a fait trois mandats au Sénat américain . Sa mère est une amie proche de la reine Élisabeth II, sa marraine. Herbert est page d'honneur de la reine. Il fait ses études au Collège d'Eton et au St John's College, à Oxford .
Il accède au titre de comte de Carnarvon lorsque son père décède le 11 septembre 2001 à Winchester, Hampshire.

## Famille
Lord Carnarvon épouse Jayne M. Wilby le 16 décembre 1989, fille du propriétaire de chevaux de course Kenneth A. Wilby et de la princesse Prospero Colonna di Stigliano (née Frances Loftus). Ils ont deux enfants avant de divorcer en 1998:
- Saoirse Herbert (née le 2 juin 1991)
- George Kenneth Oliver Molyneux Herbert, Lord Porchester (né le 13 octobre 1992), l'héritier des titres

Puis, le 18 février 1999, il épouse la créatrice de mode Fiona JM Aitken, fille de Ronnie Aitken (fils du général WHH Aitken) et de Frances Farmer. Ils ont un fils:
- Edward Herbert (né le 10 octobre 1999)

L'actuelle comtesse de Carnarvon est également une historienne qui a écrit deux biographies sur ses prédécesseurs, la première sur l'arrière-grand-mère de son mari, Almina, comtesse de Carnarvon et la seconde sur ses grands-parents.